# Jaycob Megna
Jaycob Megna, född 10 december 1992, är en amerikansk professionell ishockeyback som spelar för NHL-laget Seattle Kraken.
Han har tidigare spelat på NHL-nivå för San Jose Sharks och Anaheim Ducks och på lägre nivåer för San Jose Barracuda, Chicago Wolves, San Diego Gulls och Norfolk Admirals i AHL, Omaha Mavericks (University of Nebraska Omaha) i NCAA och Muskegon Lumberjacks i USHL.
Megna draftades i sjunde rundan i 2012 års draft av Anaheim Ducks som 210:e spelare totalt.

## Privatliv
Jaycob Megna är yngre bror till ishockeyspelaren Jayson Megna som spelar för Anaheim Ducks i NHL.

## Statistik
| 2005–2006   | Chicago Mission      | T1EHL       | 5   | 4 | 2  | 6  | 4  | —  | — | — | — | — |
| 2006–2007   | Chicago Mission      | T1EHL       | 27  | 1 | 4  | 5  | 2  | —  | — | — | — | — |
| 2007–2008   | Team Illinois U16    | T1EHL       | 31  | 1 | 4  | 5  | 2  | —  | — | — | — | — |
| 2008–2009   | Tabor Academy        |             | 25  | 0 | 2  | 2  | —  | —  | — | — | — | — |
| 2009–2010   | Team Illinois U18    | T1EHL       | 48  | 1 | 12 | 13 | 8  | —  | — | — | — | — |
| 2010–2011   | Muskegon Lumberjacks | USHL        | 55  | 1 | 17 | 18 | 24 | 6  | 0 | 3 | 3 | 0 |
| 2011–2012   | Omaha Mavericks      | NCAA        | 35  | 2 | 3  | 5  | 8  | —  | — | — | — | — |
| 2012–2013   | Omaha Mavericks      | NCAA        | 38  | 2 | 5  | 7  | 14 | —  | — | — | — | — |
| 2013–2014   | Omaha Mavericks      | NCAA        | 32  | 0 | 10 | 10 | 18 | —  | — | — | — | — |
|             | Norfolk Admirals     | AHL         | 2   | 0 | 0  | 0  | 2  | —  | — | — | — | — |
| 2014–2015   | Norfolk Admirals     | AHL         | 32  | 1 | 4  | 5  | 4  | —  | — | — | — | — |
| 2015–2016   | San Diego Gulls      | AHL         | 67  | 0 | 12 | 12 | 14 | 9  | 1 | 0 | 1 | 0 |
| 2016–2017   | Anaheim Ducks        | NHL         | 1   | 0 | 0  | 0  | 0  | —  | — | — | — | — |
|             | San Diego Gulls      | AHL         | 62  | 5 | 22 | 27 | 37 | 10 | 0 | 4 | 4 | 8 |
| 2017–2018   | Anaheim Ducks        | NHL         | 14  | 0 | 1  | 1  | 2  | —  | — | — | — | — |
|             | San Diego Gulls      | AHL         | 49  | 2 | 10 | 12 | 25 | —  | — | — | — | — |
| 2018–2019   | San Diego Gulls      | AHL         | —   | — | —  | —  | —  | —  | — | — | — | — |
| NHL totalt  | NHL totalt           | NHL totalt  | 15  | 0 | 1  | 1  | 2  | —  | — | — | — | — |
| AHL totalt  | AHL totalt           | AHL totalt  | 212 | 8 | 48 | 56 | 82 | 19 | 1 | 4 | 5 | 8 |
| NCAA totalt | NCAA totalt          | NCAA totalt | 105 | 4 | 18 | 22 | 40 | —  | — | — | — | — |